# Antares (fusée)
Pour les articles homonymes, voir Antarès (homonymie).
Antares (anciennement Taurus II) est un lanceur américain capable de placer environ 7 tonnes en orbite basse développé par la société Orbital Sciences Corporation, L'entreprise fusionne en février 2015 avec Alliant Techsystems (ATK) et devient Orbital ATK jusqu'en juin 2018 ou elle renommée Northrop Grumman Innovation Systems, une filiale de Northrop Grumman.
Cette fusée est conçue pour lancer le cargo spatial Cygnus qui est chargé d'assurer une partie du ravitaillement de la Station spatiale internationale en pièces de rechange et consommables. La société a développé ce lanceur et le vaisseau cargo Cygnus après avoir été sélectionnée par la NASA dans le cadre de son programme COTS dont l'objectif est de confier à des opérateurs privés une partie des tâches assurées par la Navette spatiale américaine jusqu'à son retrait en 2011.
Le lanceur comporte deux étages dans sa version standard. Le premier étage est pour l'essentiel construit en Ukraine et met en œuvre dans sa première version Antares-100 le moteur-fusée NK-33 développé pour le lanceur lunaire soviétique N-1. Le second étage issu du missile balistique Peacekeeper est déjà mis en œuvre sur le lanceur Taurus du même constructeur.
Le premier vol du lanceur Antares a lieu le 21 avril 2013. Le 28 octobre 2014, le cinquième vol du lanceur est victime d'une défaillance de la propulsion principale du premier étage, quelques secondes après le décollage. Le constructeur décide de remplacer le moteur NK-33 à l'origine de la défaillance du lanceur par un moteur également russe RD-181 plus puissant. Le premier vol du lanceur rebaptisé Antares-200 a lieu en octobre 2016. Une version équipée d'un premier étage entièrement nouveau et baptisée Antares-300 est en cours de développement depuis 2022.

## Contexte

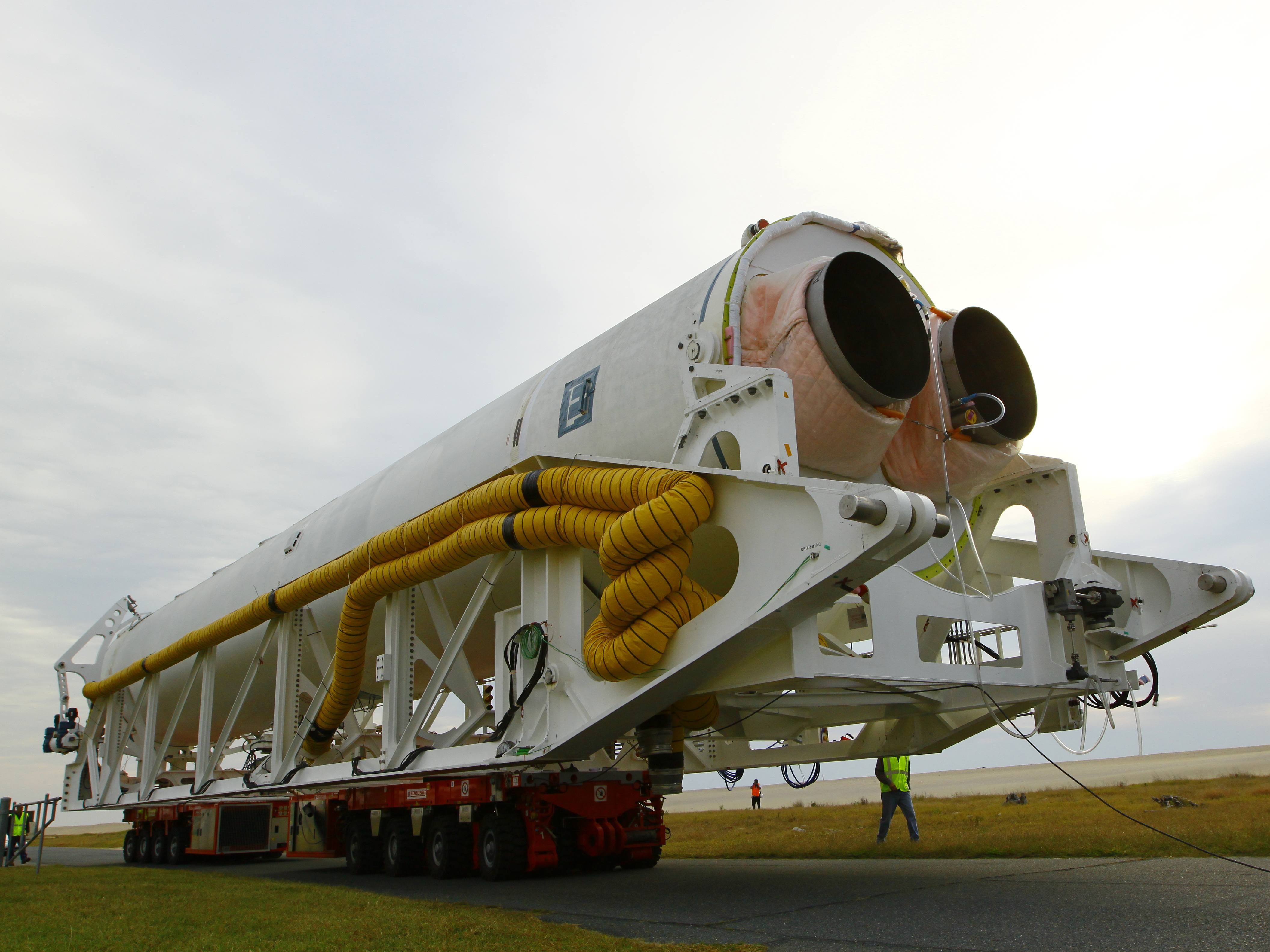
Le premier étage du lanceur en cours de transit jusqu'à son pas de tir pour des tests (octobre 2012).

Le retrait de la Navette spatiale américaine décidé en 2004 et effectif en 2011 crée un problème de logistique pour la Station spatiale internationale. La NASA ne dispose plus à court et moyen terme de système de transport capable de ravitailler la station spatiale en consommables et en pièces de rechange. En 2006, la NASA lance un appel d'offres dans le cadre du programme COTS pour le transport de 40 tonnes de fret en soute pressurisée et non pressurisée jusqu'à la station spatiale. Deux sociétés sont retenues : SpaceX qui propose son vaisseau Dragon associé à son lanceur Falcon 9 et Kistler Aerospace (en) qui propose son vaisseau Kistler K-1. Selon les termes de l'appel d'offres, la NASA finance une partie du développement tout en vérifiant que des jalons déterminés à l'avance sont bien franchis. Kistler Aerospace ne parvient pas  à réunir des capitaux suffisants et la NASA doit lancer un nouvel appel d'offres en 2008 au terme duquel la proposition de la société Orbital Sciences est sélectionnée face notamment à Boeing qui n'est pas retenu en raison de son coût. Orbital propose de développer le vaisseau Cygnus et le lanceur Taurus II (baptisé par la suite Antares). En décembre 2008, la NASA passe un contrat de 1,9 milliard $ avec Orbital Sciences pour que celle-ci transporte 20 tonnes de fret d'ici 2016 en effectuant 8 lancements de son cargo spatial.

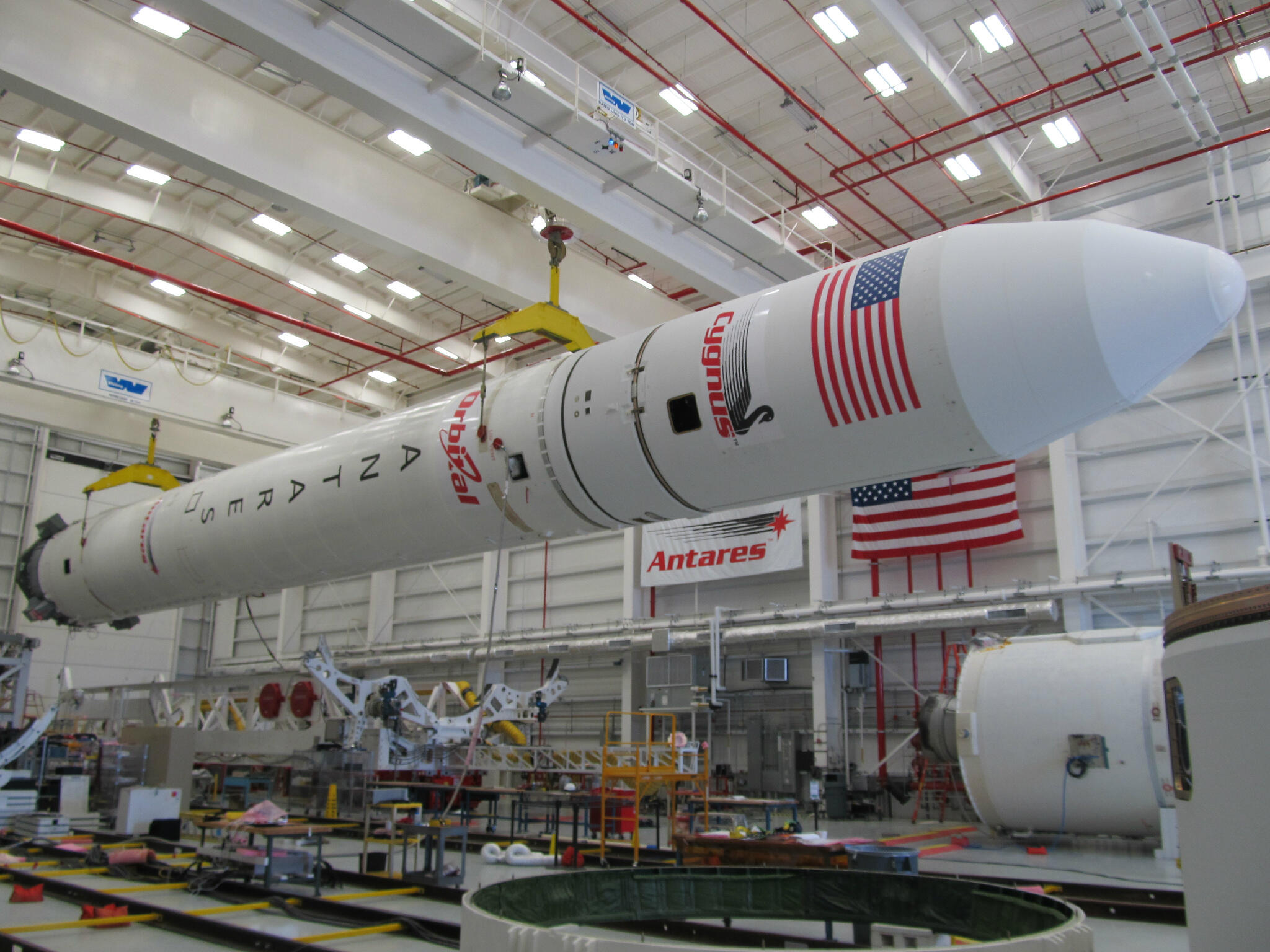
Le lanceur Antares est placé sur son transporteur avant son vol inaugural.

Orbital, contrairement à SpaceX l'autre opérateur privé retenu, est déjà un acteur de premier plan dans le domaine spatial : il construit des satellites légers de tous types placés en orbite basse, des satellites de télécommunications pour l'orbite géostationnaire, des sondes spatiales ainsi que les lanceurs légers Pegasus, Taurus et Minotaur. Pour répondre aux besoins de la NASA, Orbital Sciences choisit d'utiliser des composants préexistants en s'adressant à la fois à des industriels américains, russes, ukrainiens et européens. Ce choix diffère totalement de l'approche de SpaceX qui développe des composants entièrement nouveaux sans avoir recours à la sous-traitance.

## Caractéristiques techniques

### Versions et numérotation
La configuration de la fusée est indiquée par un numéro à trois chiffres et un éventuel suffixe « + », chaque chiffre représentant un étage : le premier numéro représentant le premier étage, le deuxième le type de deuxième étage et le troisième le type de troisième étage. Un signe + ajouté comme suffixe (quatrième position) désigne les améliorations de performances sur la version Antares 230.
| Numéro | Premier chiffre                                                 | Second chiffre                             | Troisième chiffre                                    | Suffixe                                                  |
| Numéro | (Premier étage)                                                 | (Second étage)                             | (Troisième étage)                                    | (Améliorations)                                          |
| ------ | --------------------------------------------------------------- | ------------------------------------------ | ---------------------------------------------------- | -------------------------------------------------------- |
| 0      | NC                                                              | NC                                         | Pas de troisième étage                               | NC                                                       |
| 1      | Premier étage avec : 2 × AJ26-62                                | Castor 30A Plus proposé après la Version 1 | Bipropellant Third Stage (BTS) (3 × BT-4 (en) d'IHI) | NC                                                       |
| 2      | Premier étage remotorisé : 2 × RD-181                           | Castor 30B                                 | Star 48BV                                            | NC                                                       |
| 3      | Premier étage du MLV de Firefly Aerospace (7 × Firefly Miranda) | Castor 30XL                                | Orion 38                                             | NC                                                       |
| +      | NC                                                              | NC                                         | NC                                                   | Optimisation du premier étage remotorisé et du Castor XL |

### Antares série 100: la version initiale (2013-2014)
La première version du lanceur Antares, la série Antares 100, est conçue pour placer 5 à 6 tonnes en orbite basse. Le modèle de base qui comporte deux étages a une masse d'environ 282 tonnes pour une hauteur de 40,5 mètres et un diamètre de 3,9 mètres.

#### Premier étage

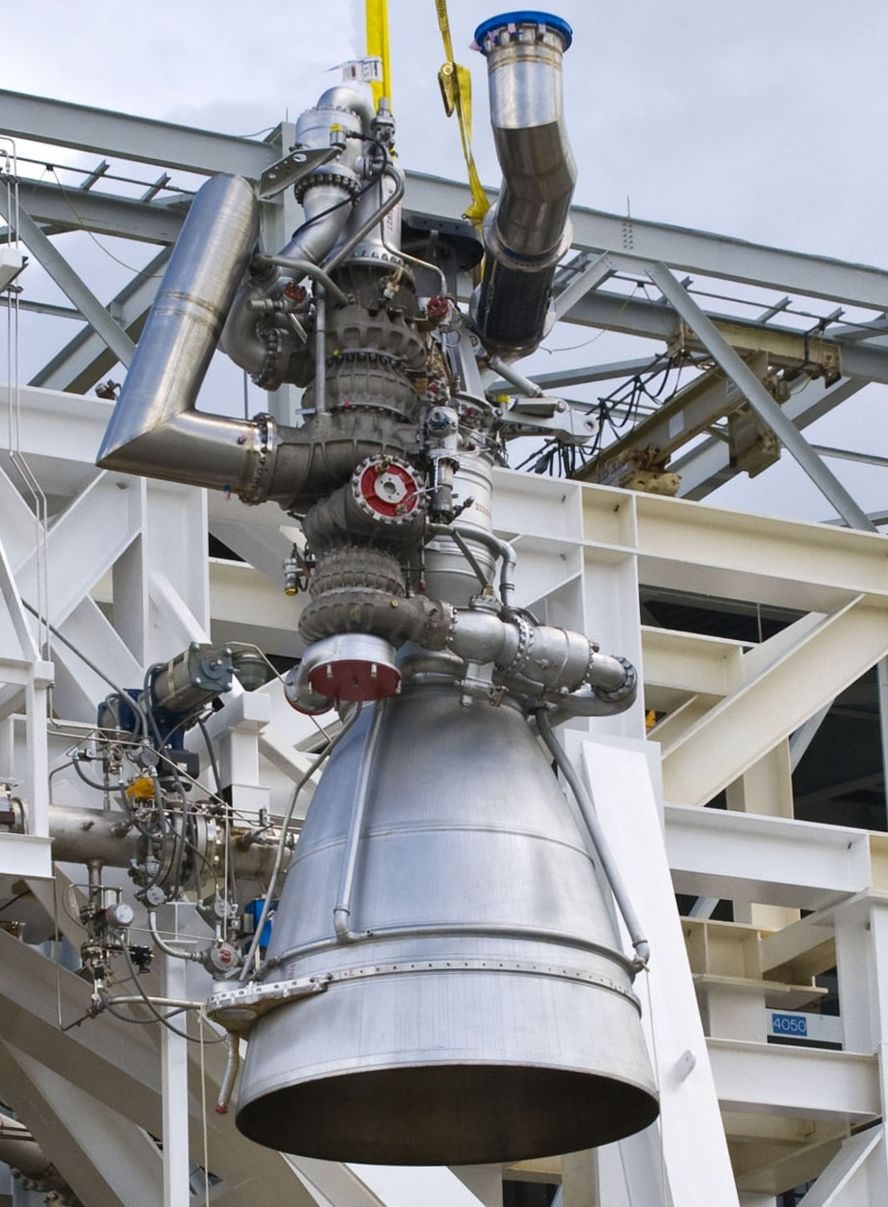
L'AJ26, dont deux exemplaires propulsent le premier étage d'Antares, est installé sur un banc d'essais.

Le premier étage est conçu par l'entreprise ukrainienne Ioujnoïe, construit en Ukraine par Ioujmach, et met en œuvre pour la première fois le moteur-fusée russe NK-33 développé à la fin des années 1960 pour le lanceur lunaire soviétique N-1. Deux exemplaires de ce moteur propulsent cet étage du lanceur. Baptisés AJ26, ils sont dotés d'une avionique moderne par leur importateur américain, le constructeur Aerojet. Ce moteur qui consomme un mélange d'oxygène liquide et de kérosène fournit une poussée totale de 3 630 kN dans le vide (3 265 kN au sol). Son impulsion spécifique est de 297 secondes. L'étage a une masse de 248,4 tonnes, une hauteur de 27,6 mètres pour un diamètre de 3,9 mètres. Ce diamètre est hérité de celui de la fusée Zenit du même constructeur Ioujmach, permettant de réutiliser le même outillage.

#### Second étage
Le second étage, dans la version standard du lanceur, est un étage Castor 30B à propergol solide d'un diamètre de 2,36 mètres pour une longueur de 3,5 mètres. La masse totale est de 14,035 tonnes et la masse à vide est de 1 220 kg. La poussée moyenne est de 293,5 kN et la poussée maximale de 395,7 kN. Le ratio d'expansion de la tuyère est de 76 et l'impulsion spécifique est de 304 secondes. Le temps de combustion est de 127 secondes. Cet étage a été développé pour le missile balistique Peacekeeper et a déjà été mis en œuvre sur le lanceur Taurus du même constructeur.

#### Coiffe
La coiffe a un diamètre de 3,9 mètres pour une hauteur de 9,9 mètres et une masse de 970 kg. Le lanceur peut placer une charge utile d'environ 5 à 6 tonnes sur une orbite basse et d'environ 4 tonnes en orbite héliosynchrone.

#### Configuration des versions de la série Antares 100
Outre la version standard décrite, le lanceur Antares existe dans plusieurs configurations qui sont obtenues en utilisant une version plus puissante du deuxième étage et en ajoutant de manière optionnelle un troisième étage. Le Castor 30XL est une version allongée du Castor 10B (5,99 mètres de long pour une masse totale de 26,3 tonnes). Le troisième étage peut être à ergols liquides ou à propergol solide, :
- L'étage à ergols liquides Bipropellant Third Stage (BTS) est développé à partir du propulseur de la plateforme GEOStar commercialisée par Orbital. Les ergols utilisés sont l'hydrazine et le peroxyde d'azote et sont injectés dans le moteur grâce à de l'hélium sous haute pression.
- L'étage à propergol solide est de type STAR 48. Utilisé pour de nombreux types de satellites, il a une masse totale de 2 164 kg pour une masse à vide d'un peu plus de 2 tonnes. Il développe une poussée moyenne de 68,6 kN durant 84,1 secondes. Il est stabilisé par rotation et la tuyère peut être inclinée de 4°.

| Version     | Deuxième étage | Troisième étage | Orbite basse (200 km) Inclinaison 28,7° | Station spatiale (350 km) Inclinaison 51,6° | Orbite héliosynchrone (700 km) | Trajectoire interplanétaire | Nombre de vols |
| ----------- | -------------- | --------------- | --------------------------------------- | ------------------------------------------- | ------------------------------ | --------------------------- | -------------- |
| Antares 110 | Castor 30A     | -               | 5 t                                     |                                             |                                | -                           | 2              |
| Antares 120 | Castor 30B     | -               | 5,1 t                                   | 4 t                                         | 1,8 t                          | -                           | 2              |
| Antares 130 | Castor 30XL    | -               | 6 t                                     | 4,5 t                                       | 3,6 t                          | -                           | 1              |

### Antares série 200 (2016-2023)

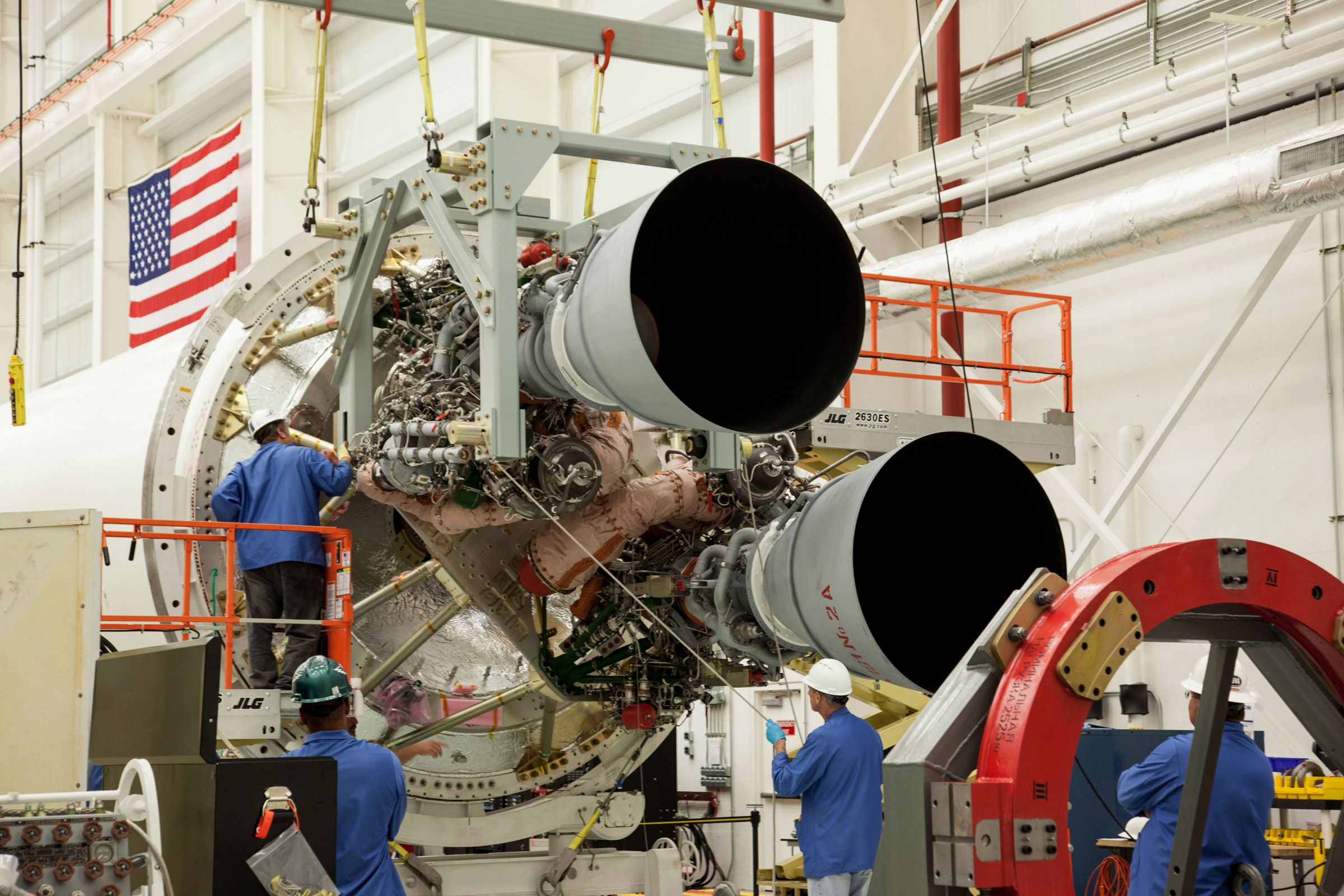
Le recours à deux moteurs RD-181, ici en cours d'assemblage sur le corps du premier étage, constituent la principale nouveauté de l'Antares 200.

Le remplacement du moteur du premier étage était prévu dès le début du développement du lanceur, du fait du stock vieillissant et limité du NK-33. Une version intermédiaire utilisant les moteurs d'origine mais plus puissante baptisée Antares 130, devait être exploitée. Mais l'échec du vol Orb-3 utilisant pour la première fois l'Antares 130, remet en cause la fiabilité du moteur-fusée NK-33. Orbital Science modifie ces plans et annonce qu'elle n'utilisera plus ce moteur. Les lancements sont gelés durant 2 ans et le constructeur développe une nouvelle famille, baptisée Antares-200 qui utilise au niveau du premier étage un nouveau moteur beaucoup plus puissant, le moteur russe RD-181, une variante du RD-191 conçue pour remplacer le NK-33 sans changement structurel majeur du lanceur. Le premier étage en lui-même est conçu par le Bureau d'études Ioujnoïe de Dnipropetrovsk, en Ukraine.

#### Le moteur RD-181
Le moteur RD-181, dont deux exemplaires propulsent le premier étage de l'Antares 200, est développé par le motoriste russe NPO Energomash. Il s'agit d'une version export du RD-191 utilisée par la fusée russe Angara. Le RD-181 est un moteur-fusée à ergols liquides qui dérive du RD-170 mis au point pour la propulsion de la fusée géante Energia et utilisé depuis cette époque par la fusée Zenit (version RD-171). Alors que le RD-170 comporte 4 chambres de combustion, le RD-181/RD-191 en comporte une seule et sa poussée est réduite en conséquence : 2085 kN dans le vide et 1920 kN au niveau de la mer. Le RD-181 est, comme son ainé, un moteur à combustion étagée qui brûle un mélange de kérosène et d'oxygène liquide. Grâce à cette architecture technique performante, il dispose d'une impulsion spécifique élevée de 339 s dans le vide et de 312 secondes au niveau de la mer. La poussée peut être modulée entre 47 et 105 % de la puissance nominale. L'orientation du moteur peut être écartée de 5 degrés de la verticale selon deux axes à l'aide de vérins hydrauliques utilisant les gaz produits par le générateur de gaz des moteurs, ce qui permet de contrôler la direction de la poussée et d'orienter la fusée en lacet et tangage.
Le moteur utilise un ratio combustible/oxydant différent de son prédécesseur et fournit une poussée plus importante. Aucun changement n'a été apporté à la taille des réservoirs du premier étage alors que celle-ci aurait dû être modifiée pour optimiser les performances du lanceur. Pour cette raison, les moteurs ne fonctionnent pas à pleine poussée. Malgré cela, cette version du lanceur dispose d'une capacité améliorée de 20 % (7 tonnes en orbite basse au lieu de 6 pour l'Antares 130). Afin de bénéficier complètement du surcroit de puissance, le constructeur prévoit à terme d'allonger les réservoirs dans le cadre d'une nouvelle famille Antares 300. Finalement, les améliorations, implémentées pour le contrat CRS-2 de la NASA, consistent principalement en un renforcement de la structure inter-réservoirs de l'étage, le rendant apte à supporter la poussée plus élevée des moteurs, en une optimisation de l'étage Castor 30XL, allégé, et en une modification de la coiffe afin de permettre rapidement le chargement d'une charge utile moins de 24 heures avant le lancement (cône avant amovible). La nouvelle version est nommée Antares230+,,.
| Version     | Deuxième étage | Troisième étage | Orbite basse (200 km) Inclinaison 28,7° | Station spatiale (350 km) Inclinaison 51,6° | Orbite héliosynchrone (700 km) | Orbite de transfert géostationnaire | Trajectoire interplanétaire | Nombre de vols |
| ----------- | -------------- | --------------- | --------------------------------------- | ------------------------------------------- | ------------------------------ | ----------------------------------- | --------------------------- | -------------- |
| Antares 220 | Castor 30B     | -               | ?                                       |                                             |                                | -                                   | -                           | 0              |
| Antares 230 | Castor 30XL    | -               | 7 t                                     | 6,6 t                                       |                                | -                                   | -                           | 5              |
| Antares 221 | Castor 30B     | BTS             | -                                       |                                             |                                | -                                   | -                           | 0              |
| Antares 231 | Castor 30XL    | BTS             | -                                       | 6,2 t                                       | 3 t                            | -                                   | -                           | 0              |
| Antares 222 | Castor 30B     | STAR48          | -                                       | -                                           | -                              |                                     | -                           | 0              |
| Antares 232 | Castor 30XL    | STAR48          | -                                       | -                                           | -                              | 2,7 t                               | 1,4 t                       | 0              |

### Antares série 300 (2025)
Antares 330 est un lanceur de transition développé par Northrop Grumman et Firefly Aerospace dont le premier vol est prévu pour 2025. Ce lanceur conserve le second étage Castor 30XL et la coiffe de son prédécesseur Antares 230+. En revanche, son premier étage est celui du lanceur MLV qui le remplacera à terme. Cet étage est équipé de sept moteurs Miranda brûlant un mélange d'oxygène liquide et de kérosène et fournissant une poussée totale de 7 161 kN de poussée dans le vide.

### Charge utile
La charge utile est constituée par le cargo spatial Cygnus d'une masse à vide de 1 500 kg, capable d'embarquer 2 tonnes de fret dans sa soute pressurisée. Le cargo dans sa version standard est long de 3,66 mètres pour un diamètre de 3,07 mètres. Une version avancée du vaisseau cargo longue de 4,86 mètres doit permettre de transporter 2,7 tonnes de fret.
Aucun autre contrat de lancement de satellites n'est conclu. En effet, bien que le lanceur a été envisagé comme remplaçant de la Delta II, il ne parvient pas à convaincre des clients en raison de sa capacité intermédiaire entre les très gros satellites, trop lourds, et les petits satellites (la Delta II sera retirée en 2018), et en raison de son site de lancement, intermédiaire lui-aussi, trop loin de l'équateur mais pas très adapté non-plus aux lancements en orbite polaire,.

### Site de lancement
Les premiers lancements s'effectue depuis la base de lancement de Wallops Island de la NASA en aménageant le pas de tir de la fusée Conestoga. Cette base permet des lancements avec des inclinaisons moyennes ou nécessitant une vitesse de lancement élevée (orbite haute, sonde interplanétaire). Les bases de lancement de Vandenberg (orbite héliosynchrone), Cape Canaveral et Kodiak pourront être utilisées par la suite.

## Historique

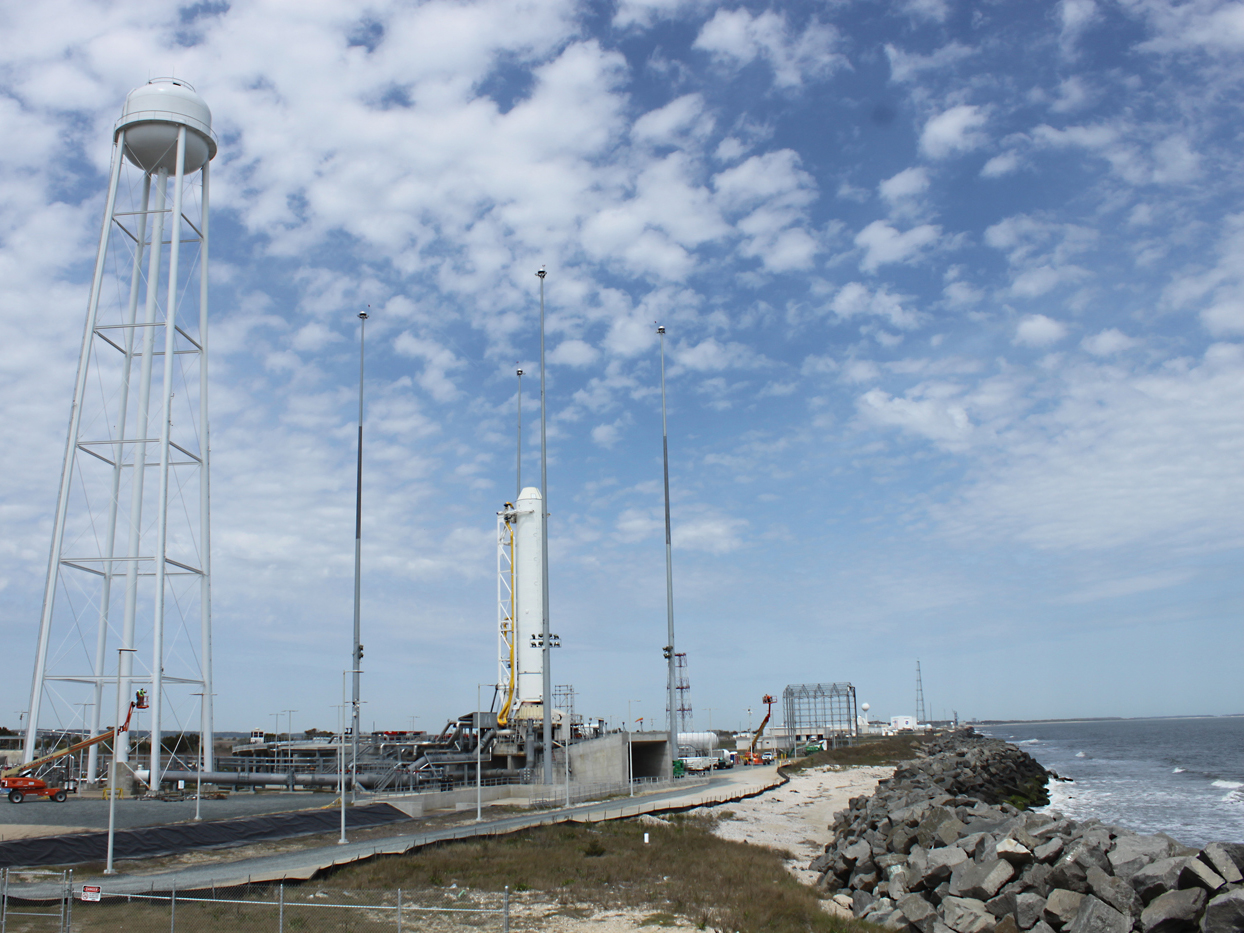
Le premier étage du lanceur est placé en position verticale sur son site de lancement pour des tests en avril 2012.

### Développement du lanceur
Le coût de développement initial du lanceur est évalué par Orbital à 130 millions de dollars. L'usine Motorostroïtel de la société russe Kouznetsov à Samara fournit les deux moteurs NK-33 du premier étage. Le premier test en vol de son véhicule spatial était initialement attendu pour fin 2010.
Les premiers tests en banc d'essai du second étage démarrent le 10 décembre 2009. En mars 2010, Orbital Sciences et la société Aerojet, qui a acheté la licence du moteur NK-33 achèvent les tests au banc d'essais de celui-ci. En décembre 2011, le lanceur appelé Taurus II est rebaptisé Antares pour, selon le constructeur, établir une distinction claire avec le lanceur léger Taurus développé par la même société, mais sans doute, également pour éviter tout rapprochement avec cette fusée qui connait à l'époque plusieurs échecs. Le 22 février 2013, un test à chaud de 29 secondes du premier étage est effectué sur la base de lancement de Wallops Island dans l'État de Virginie. Il permet de confirmer que les deux moteurs du premier étage se comportent comme prévu dans leurs spécifications.

### Vol inaugural

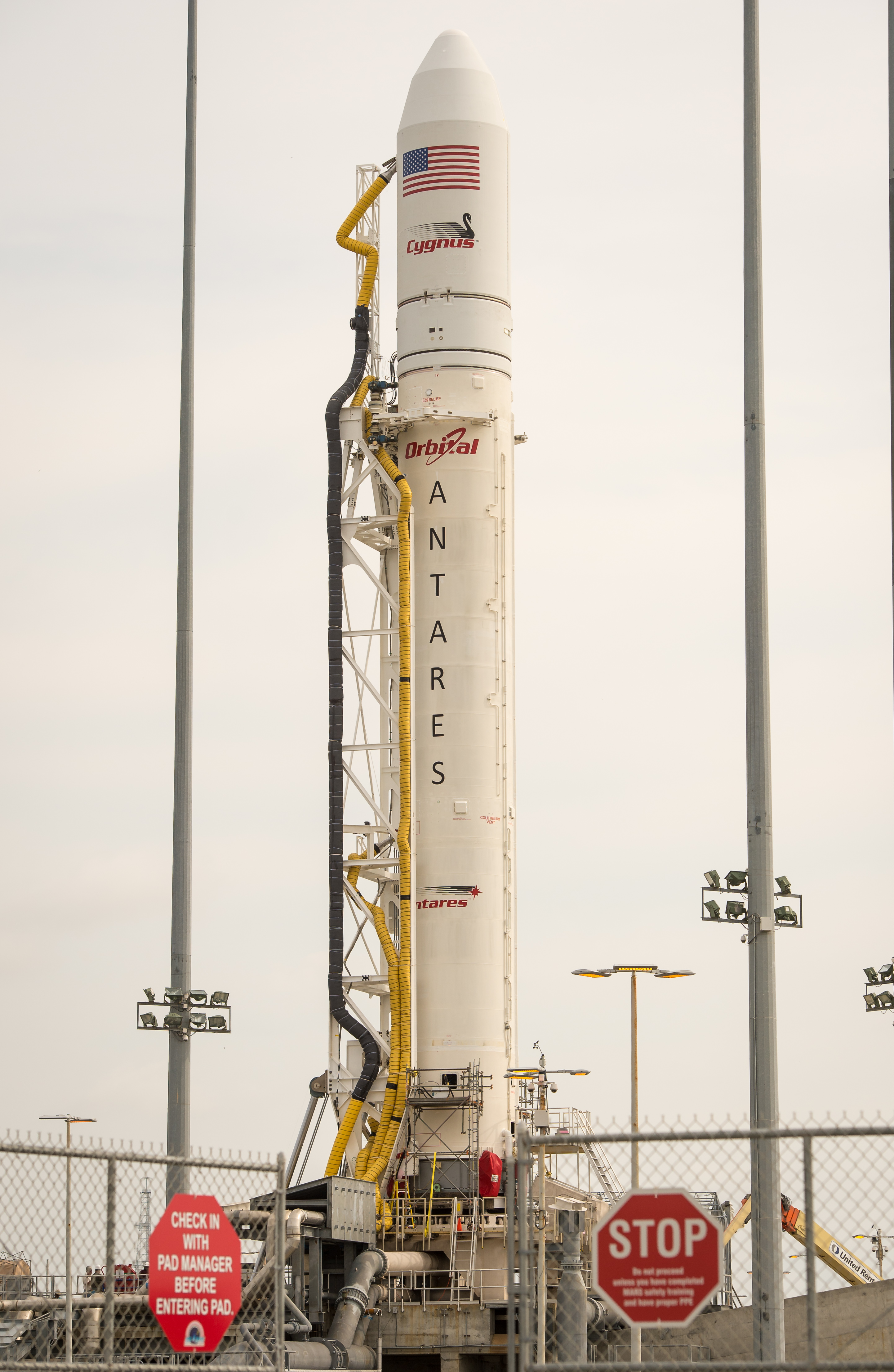
Le lanceur Antares avec le premier vaisseau Cygnus deux jours avant son second vol (septembre 2013).

Le vol inaugural a lieu le 21 avril 2013 après deux reports successifs depuis la base de lancement de Wallops Island dans l'État de Virginie. Cette mission permet de tester le fonctionnement du lanceur qui n'emporte qu'une maquette simulant l'encombrement et la masse du vaisseau cargo Cygnus. Cette charge utile d'une masse de 3,8 tonnes comprend un ensemble de capteurs destinés à mesurer les conditions de vol : 24 thermocouples, 22 accéléromètres, 12 thermomètres numériques, 12 jauges de contrainte et deux microphones. Ce premier vol de démonstration est un succès. Une seconde mission Antares emportant le premier cargo spatial Cygnus fonctionnel pour un vol de démonstration à destination de la Station spatiale internationale est lancée le 18 septembre 2013.

### Échec du5evol(octobre 2014)

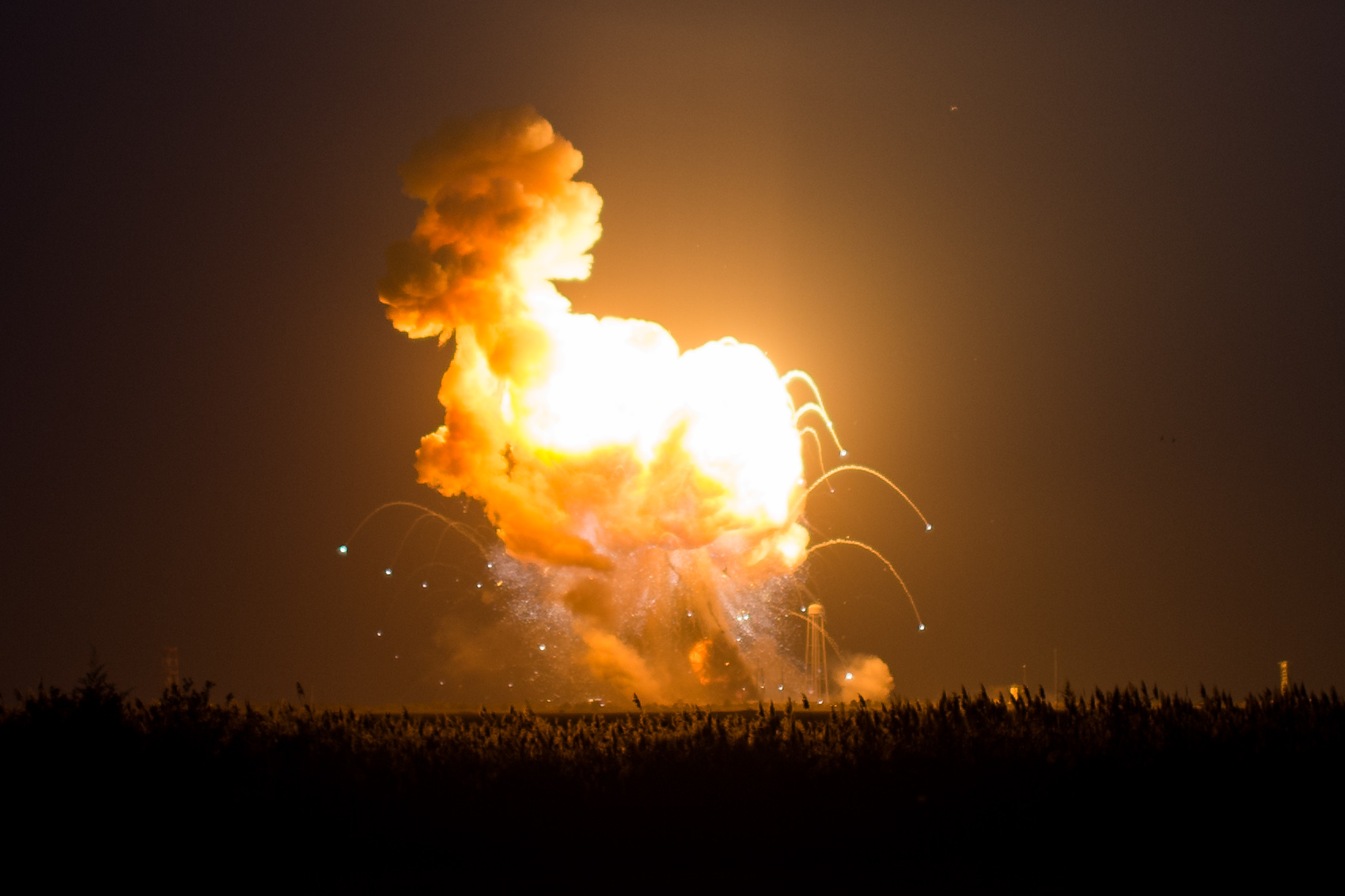
Explosion du lanceur Antares lors du cinquième vol (octobre 2014).

Le 28 octobre 2014, le lanceur Antares, dont c'est le cinquième vol, s'élance de son pas de tir de Wallops Island pour la mission Orb-3 (en) de ravitaillement de la Station spatiale internationale. Peu après le décollage, les panaches de gaz expulsés par les moteurs s'épaississent. Douze secondes après le décollage, la partie inférieure du lanceur explose tandis que le reste de la fusée retombe sur la zone du pas de tir avant d'exploser à son tour.
La zone de lancement est fortement endommagée mais aucune victime n'est à déplorer. L'enquête devra établir l'origine de la défaillance des moteurs-fusées de type AJ26 qui propulsent le premier étage. En mai 2014, un moteur de ce type, testé sur un banc d'essais, avait été détruit trente secondes après sa mise à feu. L'enquête réalisée à l'époque avait abouti à des mesures correctives qui avaient permis la reprise des vols.
Les premiers éléments de l'enquête indiquent que la défaillance d'une turbopompe d'un des deux moteurs-fusées du premier étage est sans doute à l'origine de la perte du lanceur. Les moteurs AJ26, qui propulsent le premier étage, sont des moteurs russes NK-33 construits au début des années 1970, dont il subsistait environ 150 exemplaires. Ils ont été remis en état et modernisés au niveau de l'électronique par le motoriste américain Aerojet. Les enquêteurs confirment que la perte du lanceur est liée à un problème de corrosion. Pour remplacer temporairement le lanceur indisponible et respecter l'échéancier du contrat COTS signé avec la NASA, Orbital décide de confier au lanceur Atlas V 401 le lancement de deux missions de ravitaillement de la Station spatiale internationale.

### Remplacement du moteur AJ26 (2014-2016)
Le remplacement des moteurs russes NK-33 du premier étage du lanceur Antares était prévue à terme dès le départ. La perte de la mission Orb-3 accélère seulement ce remplacement qui est désormais programmé en 2016. Plusieurs pistes sont étudiées comme la relance de la chaîne de fabrication en Russie ou la fabrication sous licence par Aerojet aux États-Unis. La question devient plus cruciale en 2014 avec le regain de tension entre la Russie et les États-Unis qui fait suite à la crise ukrainienne de 2013-2014. Ce contexte remet en effet en question les importations en provenance de la Russie dans des domaines jugés stratégiques comme la motorisation des lanceurs. Malgré les relations pesantes avec la Russie, Orbital choisit de remplacer le NK-33 par le moteur RD-181 développé par le même constructeur russe. Il s'agit d'une version adapté au lanceur du RD-191 qui développe une poussée de 192 tonnes au sol.

### Vol inaugural de la version remotorisée Antares-200 (17 octobre 2016)
Les installations de lancement de Wallops Islands, endommagées par l'explosion du lanceur qui s'est produite peu après le décollage, sont remises en état pour un coût de 15 millions de dollars américains. Les travaux s'achèvent dès septembre 2015. Le premier vol de la nouvelle version du lanceur (série 200), plus puissant, est planifié initialement mi 2016 mais est repoussé à plusieurs reprises jusqu’en octobre de cette année.
Le premier lanceur remotorisé dans la version à deux étages la plus performante (Antares 230) est lancé le 17 octobre 2016 (23h40 TU) avec une charge utile constituée par un cargo spatial Cygnus transportant 2,3 tonnes de matériel à destination de la Station spatiale internationale. Le fret comprend 1 023 kg de matériel et pièces de rechange pour la station, 585 kg de provisions pour l’équipage et 496 kg d’équipements scientifiques, dont l’expérience Saffire 2. Le cargo doit rester amarré à la station spatiale jusqu’en novembre puis sera chargé d’environ 1,7 tonne de déchets avant d'être largué et de se désintégrer durant sa rentrée dans l'atmosphère de la Terre,.
Le treizième et dernier tir de cette version a lieu le 2 août 2023 à 3 h 55 UTC.

### Remplacement du premier étage ukrainien (2025)
L'invasion de l'Ukraine par la Russie en 2022 a de lourdes conséquences sur ce lanceur dont le premier étage est fabriqué en Ukraine et qui utilise des moteurs russes. Northrop Grumman décide en 2022 de confier la réalisation d'un nouveau premier étage à Firefly Aerospace et nomme la nouvelle série Antares 300,. Firefly Aerospace, qui développe le lanceur MLV, décide d'utiliser le même premier étage pour la nouvelle série, dont la première déclinaison, Antares 330, doit être inaugurée en 2025. Seuls trois lancements sont prévus afin de respecter le contrat Commercial Resupply Services d'approvisionnement de la Station spatiale internationale. En effet, Firefly prévoit de mettre en service son lanceur MLV équipé d'un nouvel étage supérieur.

## Liste des lancements effectués et planifiés
| No | Désignation        | Version du lanceur | Date lancement (UTC) | Charge utile |
| -- | ------------------ | ------------------ | -------------------- | --- |
| 1  | Antares A-ONE (en) | 110                | 21 avril 2013        | Vol de test du lanceur Antares embarquant une maquette simulant le vaisseau Cygnus.                                                              |
| 2  | Orb-D1 (en)        | 110                | 18 septembre 2013    | Premier vol du vaisseau Cygnus pour sa qualification dans le cadre du programme COTS.                                                            |
| 3  | Orb-1 (en)         | 120                | 9 janvier 2014       | Première mission de ravitaillement (CRS = Cargo Resupply Mission), premier exemplaire du lanceur mettant en œuvre l'étage Castor 30B upperstage. |
| 4  | Orb-2 (en)         | 120                | 13 juillet 2014      | |
| 5  | Orb-3 (en)         | 130                | 28 octobre 2014      | Échec La fusée explose 6 secondes après le décollage. Premier exemplaire du lanceur mettant en œuvre l'étage Castor 30XL                         |
| 6  | OA-5 (en)          | 230                | 17 octobre 2016      | Premier vol du lanceur remotorisé |
| 7  | OA-8E              | 230                | 12 novembre 2017     | Lancement de Cygnus à destination de la Station spatiale internationale.                                                                         |
| 8  | OA-9E              | 230                | 21 mai 2018          | Lancement de Cygnus à destination de la Station spatiale internationale.                                                                         |
| 9  | NG-10              | 230                | 17 novembre 2018     | Lancement de Cygnus à destination de la Station spatiale internationale.                                                                         |
| 10 | NG-10 (en)         | 230                | 17 avril 2019        | Lancement de Cygnus à destination de la Station spatiale internationale                                                                          |
| 11 | NG-12 (en)         | 230+               | 2 novembre 2019      | Lancement de Cygnus à destination de la Station spatiale internationale                                                                          |
| 12 | NG-13 (en)         | 230+               | 15 février 2020      | Lancement de Cygnus à destination de la Station spatiale internationale                                                                          |
| 13 | NG-14 (en)         | 230+               | 3 octobre 2020       | Lancement de Cygnus à destination de la Station spatiale internationale                                                                          |
| 14 | NG-15 (en)         | 230+               | 20 février 2021      | Lancement de Cygnus à destination de la Station spatiale internationale                                                                          |
| 15 | NG-16 (en)         | 230+               | 10 août 2021         | Lancement de Cygnus à destination de la Station spatiale internationale                                                                          |
| 16 | NG-17 (en)         | 230+               | 19 février 2022      | Lancement de Cygnus à destination de la Station spatiale internationale                                                                          |
| 18 | NG-18 (en)         | 230+               | 7 novembre 2022      | Lancement de Cygnus à destination de la Station spatiale internationale                                                                          |
| 19 | NG-19 (en)         | 230+               | 2 août 2023          | Lancement de Cygnus à destination de la Station spatiale internationale                                                                          |